# Цифро-аналоговый преобразователь
Ци́фро-ана́логовый преобразова́тель (ЦАП) — устройство для преобразования цифрового (обычно двоичного) кода в аналоговый сигнал (ток, напряжение или заряд). Цифро-аналоговые преобразователи являются интерфейсом между дискретным цифровым миром и аналоговыми сигналами. Современные ЦАП создаются по полупроводниковым технологиям в виде интегральной схемы.
Аналого-цифровой преобразователь (АЦП) производит обратную операцию.

## Применение
ЦАП применяется всегда в телекоммуникационных системах и системах управления. Например:
- В системах воспроизведения аудио;
- В дисплеях;
- Формирование информационного сигнала для смесителей и управляемых генераторов;
- В системах управлением двигателем;
- В системах прямого цифрового синтеза (DDS — Direct Digital Synthesizer);

## Характеристики
Для описания цифро-аналоговых преобразователей в общем случае используют следующие характеристики.

## Общие технические характеристики
- Разрядность. Определяет количество уровней аналогового сигнала, которое может воспроизводить ЦАП. Для N-разрядного ЦАП число уровней аналогового сигнала равно 2N (включая значение для нулевого кода);
- Напряжение питания;

Статические характеристики:
- Статическая характеристика преобразования — это зависимости значения выходного сигнала ЦАП от значения входного кода.
- Статическая нелинейность. Для описания статической нелинейности используют две величины: дифференциальная нелинейность (DNL) и интегральная нелинейность (INL).
- Монотонность. Одна из важнейших характеристик ЦАП, которая говорит о том, что при увеличении кода значение аналогового сигнала также увеличивается. Унарная архитектура гарантирует монотонность. Для бинарной архитектуры монотонность не гарантируется.
- Смещение нуля.
- Ошибка усиления.

Динамические характеристики:
- Быстродействие. Определяется как максимальная частота, с которой можно изменять код на входе ЦАП, получая при этом корректный результат на его выходе. Измеряется в «выборках/сек» или в герцах. Может именоваться как частота дискретизации или максимальная частота смены входного кода.
- SNR (отношение сигнал/шум). Считается как отношение мощности восстанавливаемого гармонического сигнала к сумме мощностей всех остальных гармоник в спектре выходного сигнала, кроме кратных, и выражается в децибелах.
- SFDR (динамический диапазон, свободный от паразитных составляющих). Считается как отношение амплитуды восстанавливаемого гармонического сигнала к амплитуде наибольшей гармоники в спектре выходного сигнала, также выражается в децибелах. Эту характеристику так же ещё называют "динамической линейностью".
- Потребляемая мощность.

## Последовательные ЦАП
В последовательных ЦАП входной код преобразуется в аналоговый сигнал поразрядно. При этом для преобразования всех разрядов используется одна и та же схема, что значительно упрощает устройство, однако скорость преобразования в таких обратно пропорциональна разрядности. Не стоит путать способ преобразования и входной интерфейс устройства: на вход последовательного ЦАП входной код может подаваться как последовательно, так и параллельно. К последовательным ЦАП можно отнести следующие виды:
- Широтно-импульсный модулятор — простейший тип ЦАП. Стабильный источник тока или напряжения периодически включается на время, пропорциональное преобразуемому цифровому коду, далее полученная импульсная последовательность фильтруется аналоговым фильтром нижних частот. Такой способ часто используется для управления скоростью электромоторов, а также становится популярным в Hi-Fi-аудиотехнике;
- Циклический ЦАП (cyclic DAC);
- Конвейерный ЦАП (pipeline DAC);

Звуковой ЦАП обычно получает на вход цифровой сигнал в импульсно-кодовой модуляции (англ. PCM, pulse-code modulation). Задача преобразования различных сжатых форматов в PCM выполняется соответствующими кодеками.

## Параллельные ЦАП

### Архитектуры
Архитектура ЦАП — это способ формирования выходного сигнала на функциональном уровне. Иначе говоря, это описание того, на сумму из каких чисел будет раскладываться значение выходного сигнала. Выходной сигнал формируется с помощью взвешивающих элементов, каждый из которых отвечает за свою "порцию" выходного аналогового сигнала. Различают следующие архитектуры по набору значений взвешивающих элементов:
- Бинарная архитектура;

Соотношение двух соседних взвешивающих элементов равно 2. То есть выходной сигнал формируется так же, как это происходит в двоичной системе счисления. Соответственно, веса элементов, формирующих выходной сигнал, в нормированном виде, будут равны 1, 2, 4, 8, 16 и т. д. Управление взвешивающими элементами осуществляется бинарным кодом.
- Унарная архитектура.

Соотношение двух соседних взвешивающих элементов равно 1. То есть выходной сигнал формируется так же, как это происходит в унарной системе счисления. Соответственно, веса всех элементов, в нормированном виде, равны 1. Управление осуществляется унарным или унитарным кодом.
- Архитектура Фибоначчи;

Веса элементов представляют собой последовательность чисел Фибоначчи. Выходной сигнал формируется так же, как это происходит в Фибоначчиевой системе счисления.
Кроме того, существует понятие сегментной архитектуры, которая предполагает разделение входного кода на несколько групп. Как правило, две. Каждая группа обрабатывается независимо своим сегментом. Выходные сигналы всех сегментов комбинируются, образуя выходной сигнал ЦАП. Наиболее часто встречается следующая конфигурация сегментной архитектуры: младшие разряды обрабатываются сегментом, построенном по бинарной архитектуре, старшие разряды - сегментом, построенном по унарной архитектуре.

### Типы взвешивающих элементов и способы формирования веса
Цифро-аналоговые преобразователи независимо от архитектуры могут использовать в качестве элемента, взвешивающего аналоговый сигнал, следующие типы компонентов: конденсаторы, резисторы и источники тока.
- Конденсаторы. Данный тип взвешивающих элементов в случае применения в бинарной архитектуре может либо иметь номиналы, отличающиеся у соседних элементов в 2 раза, либо иметь номиналы 1 и 2 и формировать лестничную цепь C-2C.
- Резисторы. Данный тип взвешивающих элементов имеет те же принципы построения, что конденсаторы. Кроме того, существуют реализации подобных структур на основе не резисторов, а транзисторов, выступающих в роли резисторов. Такие цепи называются M-2M.
- Источники тока. Это, как правило, транзистор в режиме насыщения. Использование данных типов взвешивающих элементов позволяет обойтись без буферов, которые необходимы для других типов взвешивающих элементов.

Для формирования веса взвешивающего элемента есть следующие способы:
1. Масштабирование номиналов. Применимо к любому типу взвешивающих элементов. С точки зрения полупроводниковой технологии это всегда эквивалентно масштабированию размеров элементов.
2. Использование лестничной структуры. Применимо только к ёмкостным и резистивным взвешивающим элементам. В зависимости от типа взвешивающего элемента такие структуры получают названия R-2R, C-2C или M-2M (вместо резисторов используются транзисторы).
3. Изменение напряжения смещения. Применимо только к источникам тока. Изменение напряжения смещения может происходить как с помощью перестраиваемой цепи формирования напряжения смещения, так и с помощью инжекции заряда на плавающий затвор. Последнее применимо лишь для специальных технологий, предусматривающих формирование плавающего затвора у транзистора. Как правило, это технологии предназначенные для изготовления энергонезависимой памяти.

### Структуры резистивных и ёмкостных параллельных ЦАП

#### Бинарные
- ЦАП взвешивающего типа, в котором каждому биту преобразуемого двоичного кода соответствует резистор или источник тока, подключённый на общую точку суммирования. Сила тока источника (проводимость резистора) пропорциональна весу бита, которому он соответствует. Таким образом, все ненулевые биты кода суммируются с весом. Взвешивающий метод один из самых быстрых, но ему свойственна низкая точность из-за необходимости наличия набора множества различных прецизионных источников или резисторов и непостоянного импеданса. По этой причине взвешивающие ЦАП имеют разрядность не более восьми бит.
- ЦАП лестничного типа (цепная R-2R-схема). В R-2R-ЦАП значения создаются в специальной схеме, состоящей из резисторов с сопротивлениями R и 2R, называемой матрицей постоянного импеданса, которая имеет два вида включения: прямое — матрица токов и инверсное — матрица напряжений. Применение одинаковых резисторов позволяет существенно улучшить точность по сравнению с обычным взвешивающим ЦАП, так как сравнительно просто изготовить набор прецизионных элементов с одинаковыми параметрами. ЦАП типа R-2R позволяют отодвинуть ограничения по разрядности. С лазерной подгонкой плёночных резисторов, расположенных на одной подложке гибридной микросхемы, достигается точность 20—22 бита. Основная задержка преобразования определяется задержкой в операционном усилителе, поэтому он должен иметь максимальное быстродействие.

Типичное быстродействие ЦАП - единицы микросекунд и ниже вплоть до единиц наносекунд.
В троичных ЦАП резистивная матрица постоянного импеданса состоит из резисторов 3R-4R с терминатором 2R.

### Унарные
- ЦАП на основе линейки сопротивлений.

## ЦАП с передискретизацией (дельта-сигма ЦАП)
ЦАП передискретизации, такие, как дельта-сигма-ЦАП, основаны на изменяемой плотности импульсов. Передискретизация позволяет использовать ЦАП с меньшей разрядностью для достижения большей разрядности итогового преобразования; часто дельта-сигма ЦАП строится на основе простейшего однобитного ЦАП, который является практически линейным. На ЦАП малой разрядности поступает импульсный сигнал с модулированной плотностью импульсов (c постоянной длительностью импульса, но с изменяемой скважностью), создаваемый с использованием отрицательной обратной связи. Отрицательная обратная связь выступает в роли фильтра верхних частот для шума квантования.
Большинство ЦАП большой разрядности (более 16 бит) построены на этом принципе вследствие его высокой линейности и низкой стоимости. Быстродействие дельта-сигма ЦАП достигает сотни тысяч отсчётов в секунду, разрядность — до 24 бит. Для генерации сигнала с модулированной плотностью импульсов может быть использован простой дельта-сигма модулятор первого порядка или более высокого порядка как MASH (англ. Multi stage noise SHaping). С увеличением частоты передискретизации смягчаются требования, предъявляемые к выходному фильтру низких частот, и улучшается подавление шума квантования;